# 장대나물속
장대나물속(長---屬, 학명: Turritis 투리티스[*])은 배추과의 단형 족인 장대나물족(長---族, 학명: Turritideae 투리티데아이[*])에 속하는 유일한 속이다.

## 하위 분류
- 장대나물(T. glabra L.)
- T. brassica Leers
- T. laxa (Sm.) Hayek